# Daniellův článek

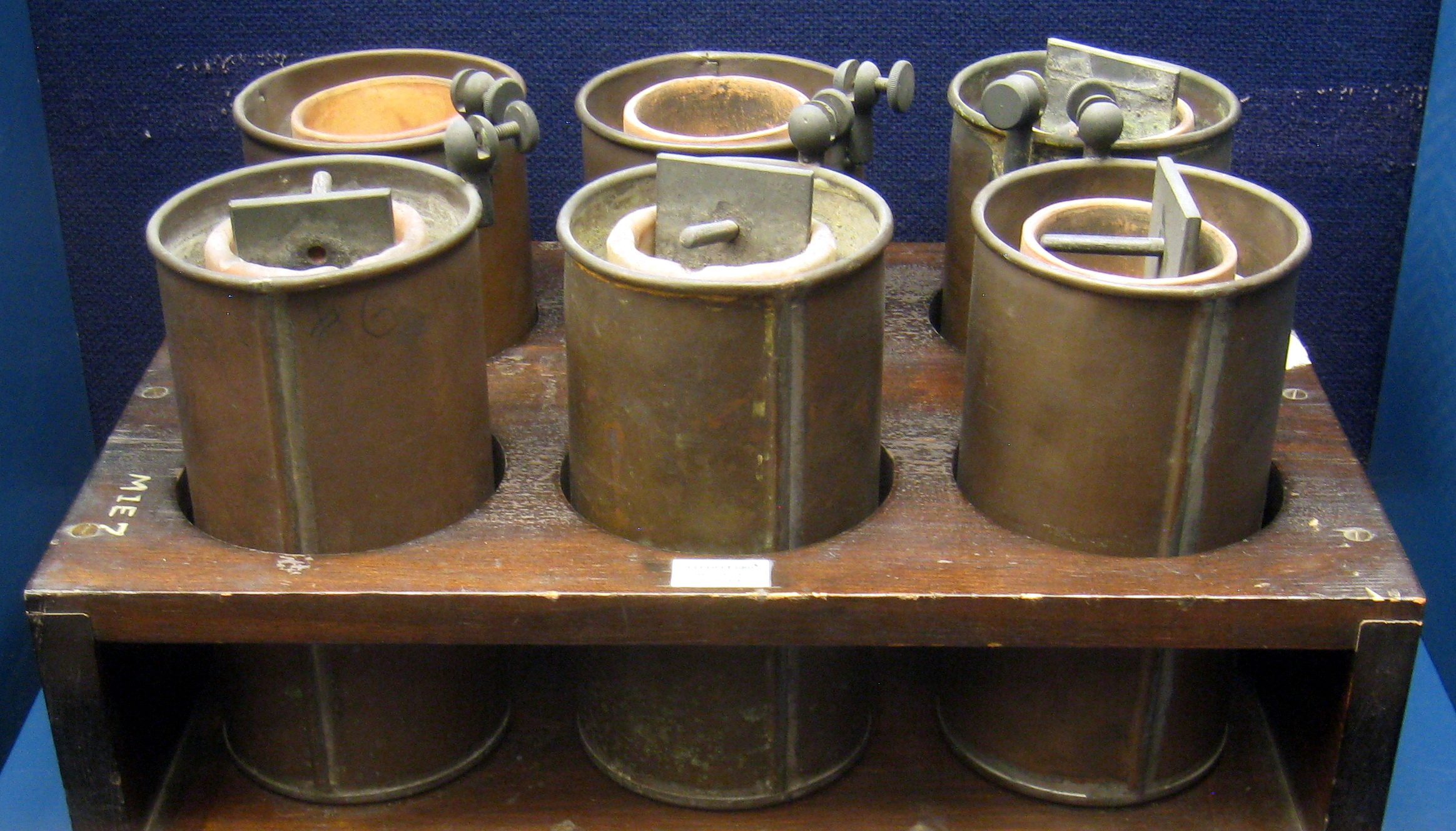
Daniellovy články vynalezené v roce 1836

Daniellův článek je v elektrotechnice typem elektrochemického článku, který vynalezl roku 1836 britský chemik a meteorolog John Frederic Daniell. Pozdější variantu Daniellova článku, která se stala populární v elektrické telegrafii a která se nazývá gravitační článek (crowfootův článek), vynalezl v roce 1860 francouzský vědec Callaud.

## Charakteristika
Článek se skládá z měděného hrnce naplněného roztokem síranu měďnatého, ve kterém je ponořena neglazurovaná hliněná nádoba s kyselinou sírovou a zinkovými elektrodami.
Prvním článkem v dějinách byl Voltův článek, který vynalezl Alessandro Volta. Voltův článek se skládal ze zinkové anody, měděné katody a elektrolytu v podobě kyseliny sírové. Daniell hledal způsob, jak odstranit problém s hořlavými vodíkovými bublinami ve Voltově článku a jeho řešení bylo použít druhý elektrolyt, který by spotřebovával vodík produkovaný prvním. Tím druhým elektrolytem v Daniellově článku se stal právě síran měďnatý kolem měděné katody, zatímco kolem zinkové anody zůstala kyselina sírová. Kyselina sírová jako elektrolyt kolem zinkové anody může být ovšem též nahrazena síranem zinečnatým. Tato technologie byla značným vylepšením oproti dosavadní technologii používané v raných dobách rozvoje baterií.
Daniellův článek je také historický základ pro moderní definici voltu, což je jednotka elektrického napětí v Mezinárodním systému jednotek. Definice elektrické jednotky, které byly navrženy v roce 1881 na mezinárodní konferenci, byly navrženy tak, aby elektromotorické napětí Daniellova článku bylo asi 1,0 volt. S moderními definicemi je standardní napětí Daniellova článku při 25 °C ve skutečnosti 1,10 V.

## Chemie
V Daniellově článku jsou měděné a zinkové elektrody ponořeny do roztoků síranu měďnatého a síranu zinečnatého. Na anodě se zinek oxiduje podle následující poloviční reakce:

Dva poloviční Daniellovy články pro školní demonstraci

Zn(s) → Zn2+(aq) + 2e− . . (Standardní elektrodový potenciál −0.7618 V )
Na katodě, měď podléhá následující redoxní reakci:
Cu2+(aq) + 2e− → Cu(s) . . (Standardní elektrodový potenciál +0.340 V )
Celková reakce je:
Zn(s) + Cu2+(aq) → Zn2+(aq) + Cu(s) . . (Napěťový rozdíl elektrod 1.1018 V )
Pro školní demonstrace se díky své jednoduchosti často používá forma Daniellova článku, známá jako dva poločlánky. Na každém poločlánku probíhá polovina výše popsané reakce. Na elektrody je možné připojit drát a žárovku. Elektrony , které jsou "vytaženy" ze zinkové anody, prochází přes drát, což poskytuje elektrický proud, který rozsvítí žárovku. V takovém článku hrají důležitou roli ionty. Anionty se záporným nábojem se shromažďují kolem katody, aby udržely neutrální náboj. Naopak na anodě kationty mědi ztrácí náboj, aby udržely neutrální náboj. Tyto dva procesy doprovází hromadění mědi na katodě a koroze zinkové elektrody do roztoku jako kationty zinku.
Jelikož ani k jedné půl reakci nedojde bez té druhé, je nutné oba poločlánky spojit tak, aby se mezi nimi mohly ionty volně pohybovat. K oddělení obou řešení je možné použít porézní bariéru nebo keramický disk, který zároveň umožňuje proudění síranových aniontů. Pokud jsou poločlánky umístěny ve dvou zcela odlišných a oddělených nádobách, je často používán solný můstek pro spojení obou buněk. Roztok v něm obvykle obsahuje vysokou koncentraci dusičnanu draselného (sůl, která není v rozporu s chemickou reakcí v každém poločlánku). Ve výše uvedeném mokrém článku se při vybíjení anionty dusičnanů ze solného můstku přesouvají do zinkového poločlánku, aby se vyrovnal nárůst v Zn2+ iontů. Ve stejné době se ionty draslíku ze solného mostu přesouvají do měděného poločlánku s cílem nahradit Cu2+ ionty, které ztrácí náboj.
V Daniellově článku nemůže porézní bariéra zabránit toku iontů mědi do zinkového poločlánku. Proto dobíjení (zpětný proud externí zdroj EMF) je nemožné, protože pokud se zinková elektroda stane katodou, ionty mědi, namísto iontů zinku, se vybijí, protože mají nižší potenciál.